# 660
سنة 660 م كانت سنة كبيسة تبدأ يوم الأربعاء (الرابط يظهر نموذج التقويم الكامل للسنة) من التقويم اليولياني. بدأت تسمية السنة ب660 منذ العصور الوسطى المبكرة، عندما أصبح تقويم أنو دوميني هو الأسلوب السائد في أوروبا لتسمية السنوات.

## مواليد
- سورة بن أبجر التميمي
- الإمبراطورة غيميه شاعرة يابانية
- رجاء بن حيوة
- ليونتيوس
- يوحنا الديلمي

## وفيات
- القعقاع بن عمرو
- أبو ليلى بن فدكي